# 糜奇瑜
糜奇瑜（1762年—1827年），字象舆，号朗峰，四川秀山中和镇（今重慶市）人，清朝政治人物，拔贡出身。

## 生平
乾隆五十五年（1790年）考上拔贡。嘉慶三年（1798年）順天府鄉試中舉。次年，擔任軍機處行走章京。嘉慶六年（1801年）擔任戶部浙江司主事。嘉慶十二年（1807年）任軍機章京、戶部陝西司漢主事，后升任戶部江南司漢員外郎。嘉慶十四年（1809年）任戶部郎中。嘉慶十六年（1811年）任福建台灣道兼督学政、加按察使銜，在任期間解決地方糾紛、并保護當地土族、修建學校選拔人才。闽浙总督汪志伊上奏清廷，称赞糜奇瑜的政绩为“闽越治行第一”。嘉庆帝阅奏，特地下诏颁发“学筋汉清”和“政筋汉清”，表彰其治台功绩。嘉慶二十二年（1817年）任福建按察使。嘉慶二十四年（1819年）任河南布政使。道光二年（1822年）任貴州布政使、貴州巡撫。道光三年（1823年）任太僕寺卿。到职三年后病逝，归葬于秀山县涌图乡河港村。

## 著作
著有《治台要略》。